# Extreme Honor

Extreme Honor est un film américain réalisé par Steven Rush en 2001.

## Synopsis
Poussé à la démission de son métier de marines par la faute d'un collègue, John Brasco se reconvertit dans le civil, mais c'est pour découvrir que son fils est atteint d'une leucémie. Des médecins proposent de lancer un programme médical spécial, à condition de trouver le financement. John connaît justement un milliardaire... qui ne semble pas très coopérant.

## Fiche technique
- Autre titre anglais : Last Line of Defence 2
- Musique : Geoff Levin
- Photographie : Ken Blakey
- Montage : Chris Conlee
- Production : Handheld Productions et Waring Avenue Entertainment
- Durée : 93 min
- Pays de production :  États-Unis
- Langue : anglais
- Couleur
- Genre : action
- Classification : États-Unis R (violence, érotisme et langage grossier)

## Distribution
- Dan Andersen : John Kennedy Brascoe
- Michael Ironside : Baker
- Olivier Gruner : Cody
- Michael Madsen : Sparks
- Edward Albert : Sénateur Richards
- Odile Corso : Samantha
- James T. Callahan : Randolph Brascoe